# Modestus
Modestus ist ein männlicher Vorname.

## Herkunft und Bedeutung
Lateinisch der Bescheidene.

## Namenstag
- 5. Februar (Modestus von Kärnten)
- 12. Februar (Modestus von Sardinien)
- 25. Februar (Modestus von Trier)
- 15. Juni (Modestus von Lucanien)

## Varianten
- Modest
- Modestas, litauisch
- Mudest, rätoromanisch

## Namensträger
- Domitius Modestus († vor 390), römischer Advokat, Prätorianerpräfekt und Konsul des Jahres 372
- Lucius Vecilius Modestus, römischer Offizier (Kaiserzeit)
- Publius Aelius Modestus, römischer Offizier (Kaiserzeit)
- Quintus Aiacius Modestus Crescentianus, römischer Konsul 228
- Quintus Petronius Modestus, römischer Offizier (Kaiserzeit)
- Sextus Pilonius Modestus, römischer Centurio (Kaiserzeit)
- Titus Flavius Modestus, römischer Offizier (Kaiserzeit)

- Modestus von Lucanien († 304), Heiliger und Märtyrer, siehe Modestus (Märtyrer)
- Modestos von Jerusalem, Patriarch von Jerusalem (614/630–634)
- Modestus von Kärnten († um 772), heiliger Missionsbischof in Kärnten

- Modest Iwanowitsch Bogdanowitsch (1805–1882), russischer Generalleutnant und Militärschriftsteller
- Modest Petrowitsch Mussorgski (1839–1881), russischer Komponist
- Modest Iljitsch Tschaikowski (1850–1916), russischer Dramatiker, Librettist und Übersetzer
- Paulus Modestus Schücking (genannt Modestus; 1787–1867), deutscher Richter, Amtmann, Philosoph und Literat